# Billy Milligan
Pour les articles homonymes, voir William Milligan et Milligan.
William Stanley Milligan dit Billy Milligan est un citoyen américain né le 14 février 1955 et mort le 12 décembre 2014 .
À la fin des années 1970, il est arrêté pour au moins trois viols dans l'Ohio puis jugé non responsable de ses crimes en raison de son trouble dissociatif de l'identité.
Sa vie a fait l'objet d'un livre de Daniel Keyes sous le titre Les Mille et Une Vies de Billy Milligan (The Minds of Billy Milligan). 
Il a inspiré au cinéaste M. Night Shyamalan le personnage principal du film Split.
Une mini-série lui est consacrée sur Netflix, réalisée par Olivier Megaton.
La série The Crowded Room sur Apple TV+ s'inspire de son histoire, mais le nom du personnage devient Danny Sullivan, Tom Holland incarne le personnage.